# متحف الإسكندرية القديم

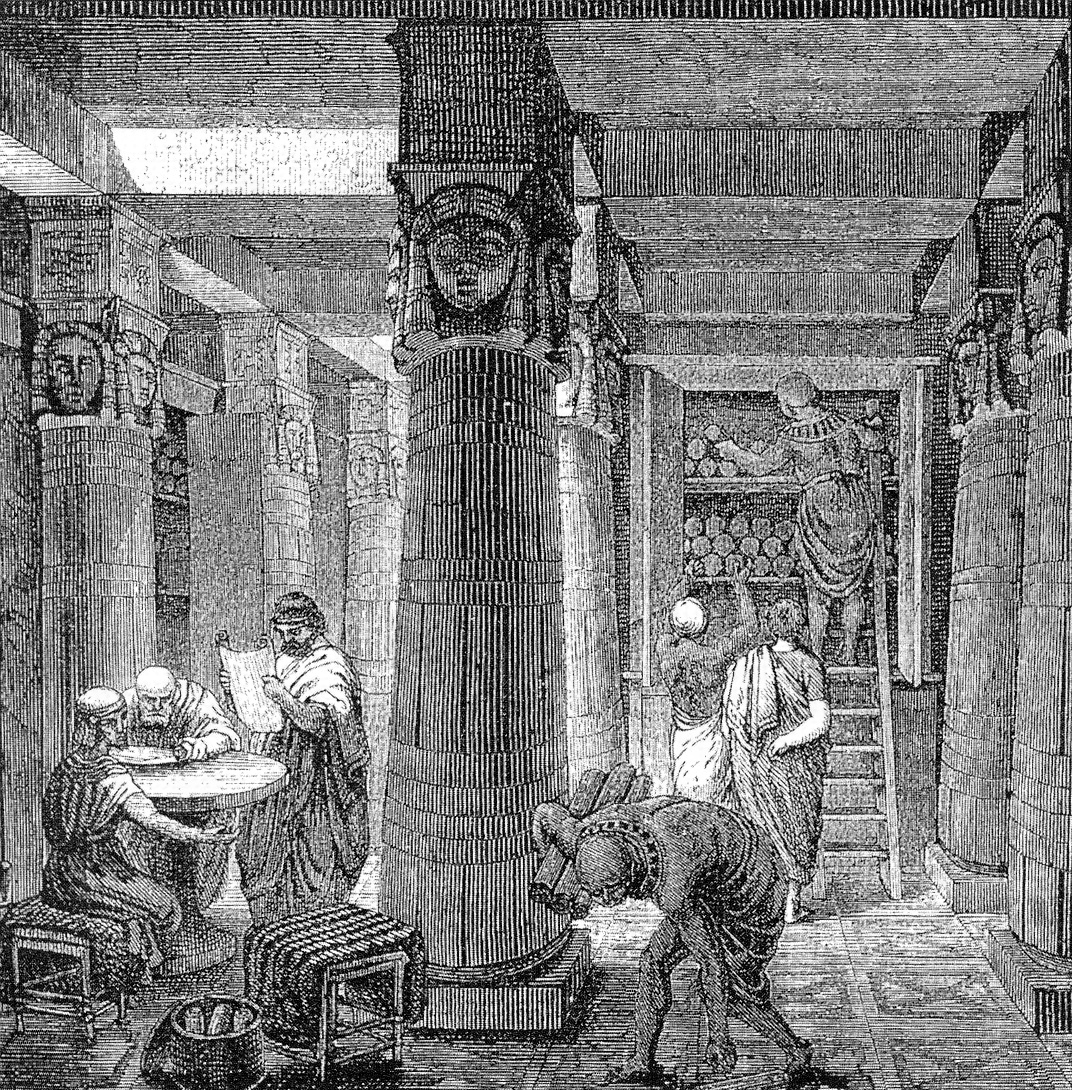
مكتبة الإسكندرية القديمة.

متحف الإسكندرية القديم كان جزءً من مكتبة الإسكندرية الشهيرة قديمًا، وأسسه بطليموس الأول. كان المتحف مهدًا لتعلم الموسيقى والشعر، ومدرسة ومكتبة للأعمال الفلسفية مثل كتابات أفلاطون. لم يكن المتحف يحتوي على أعمال فنية، وإنما كان يجمع بعضًا من أفضل علماء العصر الهلنستي كما هي الجامعات الآن. ويعد اسم هذا المتحف «Musaeum» هو الأصل الذي إشتق منه كلمة «Museum» الحديثة التي تعني «متحف».